# Nouvelle-Angleterre (Australie)
Pour les articles homonymes, voir Nouvelle-Angleterre et New England.
La Nouvelle-Angleterre (en anglais : New England) est le nom donné à une région du nord de l’État de Nouvelle-Galles du Sud, en Australie.
Les deux centres traditionnels de la Nouvelle-Angleterre sont Armidale et Tamworth. Armidale est le siège de l’université de Nouvelle-Angleterre, la plus ancienne des universités régionales d’Australie, et offre de nombreux parcs magnifiques. Tamworth est désormais davantage connue pour être la capitale australienne de la musique country et de la course de chevaux. Mais désormais les villes côtières de Ballina, Coffs Harbour, et Port Macquarie, grâce à leur expansion rapide, dépassent ces villes de l’intérieur.
La région intérieure est réputée pour sa production de laine. Les régions côtières sont utilisées à une production agricole semi-tropicale (comme la canne à sucre), et sont aussi des lieux de tourisme importants, particulièrement les villes côtières du Nord (Byron Bay et Murwillumbah).

## Géographie
La Nouvelle-Angleterre n'a pas de limites vraiment définies et on peut en donner plusieurs interprétations.
La définition la plus restrictive limite la région aux zones les plus élevées de la cordillère australienne entre la chaine Liverpool au sud et la frontière du Queensland au nord. Cette région est pour sa plus grande part située à plus de 800 m d'altitude, avec un climat froid, une végétation et des paysages granitiques caractéristiques. Cette région d'altitude élevée est souvent appelée le plateau de Nouvelle-Angleterre ou les plateaux du Nord. En de nombreux endroits, l'altitude dépasse les 1 000 mètres et le point culminant de la région, la Round Mountain, dépasse les 1 600 m d'altitude. À cette région appartiennent les villes de Tenterfield, Glen Innes, Inverell, Armidale et Walcha.
Une définition plus extensive y incorpore la région du versant nord-ouest de la cordillère et la plaine Liverpool. La région comprend alors aussi les bassins des rivières Gwydir River et Namoi River et de leurs affluents, ainsi que les régions de collines sur le versant ouest du plateau. Cette région plus vaste abrite aussi les villes de Moree, Narrabri, Gunnedah, Manilla, Tamworth et Quirindi. La région adjacente de la Granite Belt au Queensland, qui est le prolongement géologique du plateau de Nouvelle-Angleterre, peut aussi parfois être considérée comme faisant partie de la région.

## Photographies

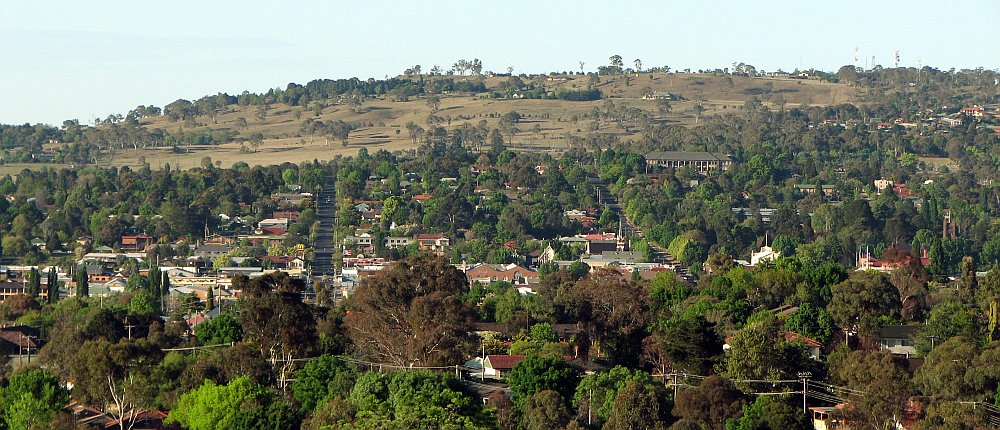
Vue sur la ville d’Armidale